# Фонтан Четырёх рек
Другой «Фонтан рек» находится в Вене
Фонтан Четырёх рек (итал. La Fontana dei Quattro Fiumi) — один из самых знаменитых фонтанов Рима. Находится на Пьяцца Навона в центре города. Сооружён в 1648—1651 годах по проекту выдающегося архитектора римского барокко Джованни Лоренцо Бернини. Как и другие знаменитые римские фонтаны: «Треви» и «Баркачча», «Фонтан Четырёх рек» питается водой из древнего акведука Аква-Вирго.

## История

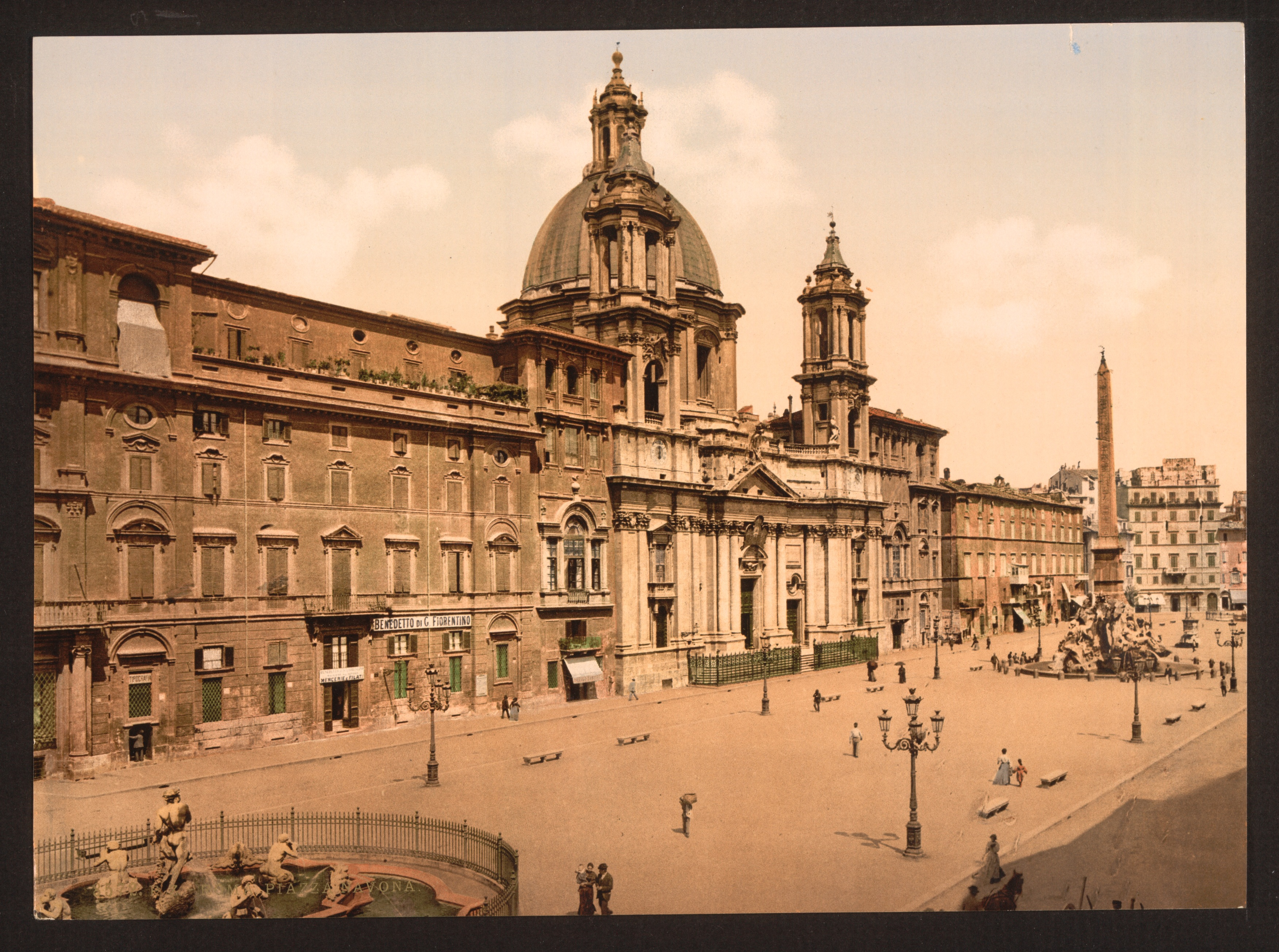
Пьяцца Навона в Риме. Фотохромия 1890-х гг.

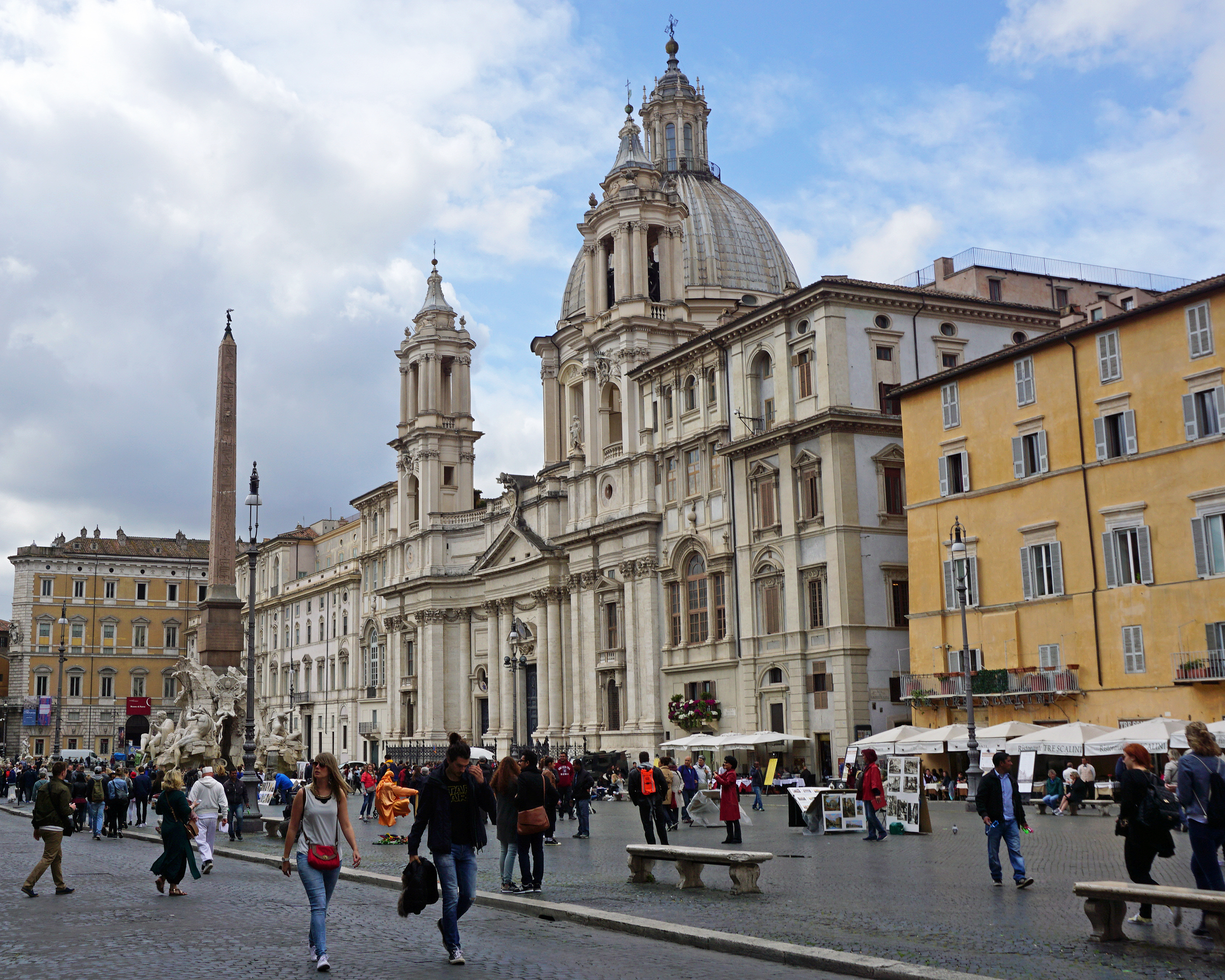
Пьяцца Навона и церковь Сант-Аньезе-ин-Агоне. Фотография 2016 г.

В 1644 году папа римский Иннокентий X решил возвести рядом с семейным дворцом Памфили, который ещё находился в процессе строительства, как и церковь Сант-Аньезе-ин-Агоне на Пьяцца Навона, фонтан для украшения площади. В 1647 году папа поручил архитектору Франческо Борромини спроектировать трубопровод, по которому вода будет доставляться из Аква-Вирго на площадь Пьяцца Навона, и объявил конкурс на проект фонтана для площади. Кроме того, папа выразил желание восстановить обелиск, позже названный по наименованию площади «Агонале» (L’obelisco Agonale), который лежал в руинах в цирке Максенция. Обелиск из асуанского гранита, как считалось в то время, был доставлен в Рим императором Каракаллой. На самом деле этот псевдоегипетский обелиск был создан при императоре Домициане и находился в храме Исиды и Сераписа на Марсовом поле, который император перестраивал в 80 г. н. э.
В 309 году император Максенций демонтировал его с тем, чтобы украсить цирк в своём загородном поместье. Однако столь же вероятно, что обелиск мог происходить из храма Флавиев на Квиринальском холме, построенном Домицианом для своего семейного культа. Иероглифические надписи на обелиске были римского происхождения, они восхваляют Домициана и обожествленных Веспасиана и Тита. В четвёртом веке обелиск был перенесён в Цирк императора Максенция, расположенный на Аппиевой дороге, где и был найден. В раннем Средневековье обелиск упал и раскололся, но был отремонтирован в 1648—1649 годах с тем, чтобы увенчать собою новый фонтан.
Вначале Бернини не был допущен к участию в конкурсе из-за своей неудачи с возведением колоколен собора Святого Петра. Первый эскиз композиции выполнил Франческо Борромини, ему же принадлежит идея установки в центре фонтана обелиска и аллегорических фигур четырёх рек: Нила, Ганга, Дуная и Ла-Платы. Фонтан по замыслу папы Иннокентия X был призван выразить идею торжества католической контрреформации во всём мире после решений Тридентского собора. Четыре реки должны были ассоциироваться с четырьмя частями света (Африкой, Азией, Европой и Америкой) и четырьмя реками Рая. Однако проект показался папе слишком простым.
Вечный соперник Борромини — Бернини подготовил свой проект фонтана, беззастенчиво позаимствовав идею композиции, но придав ей бо́льшую динамику. Покровитель Бернини, князь Никколо Лудовизи, будучи женат на племяннице папы, дабы помочь архитектору, убедил Бернини подготовить макет и организовать его тайную установку в обеденной комнате Палаццо Памфили, в которую должен был прийти папа. Бернини сделал макет из серебра высотой около полутора метров. Обстоятельства этой истории описаны в книге Филиппо Бальдинуччи «Жизнь кавалера Бернини» (1682) следующим образом: "Когда трапеза была закончена, увидев столь благородное создание, он остановился в изумлении. Будучи человеком острейшего рассудка и самых возвышенных идей, полюбовавшись им, сказал: «Это уловка… Надо будет использовать Бернини назло тем, кто этого не желает, а те, кто не желает пользоваться замыслами Бернини, надо позаботиться о том, чтобы они о них не узнали».
Иннокентий Х был впечатлён гармонией скульптуры и архитектуры в макете Бернини, он отменил конкурс и велел без промедления заняться сооружением фонтана.

## Композиция фонтана
Бернини придумал поставить обелиск не на обычном постаменте, а, рискуя прочностью, на искусственной пещере — гроте. Символическое значение обелиска в композиции фонтана заимствовано из трудов иезуита А. Кирхера, египтолога-любителя, предлагавшего фантастическую интерпретацию начертанных на обелисках иероглифов, которые в то время ещё не были расшифрованы. По теории Кирхера обелиск выражает идею солнечного света, нисходящего в хаос материи. Этот хаос изображает грот, из которого вытекают четыре реки. На каждой из четырех сторон обелиска находится табличка с собственным переводом Кирхера на латынь иероглифических надписей. Кроме того, Кирхер считал, что горные хребты стоят полыми над обширными подземными резервуарами, из которых берут свое начало все реки мира. Эта идея также была положена в основу композиции фонтана.
Внутри грота Бернини поместил фигуры льва (солнечный знак) и гиппопотама (знак воды). Грот окружён величественными аллегорическими скульптурами, превышающими рост человека. Идентификация рек связана с характерным барочным набором аллегорий и метафор. Так, «Ганг» держит длинное весло, символизирующее судоходность реки. Рядом с «Дунаем» из пещеры показывается морской конь. Дунай указывает на один из двух гербов семьи Памфили, присутствующих на монументе, как бы подтверждая религиозную власть папы над всем миром. На фигуру «Нила» указывает ствол пальмы. «Нил» закрыл голову плащом, это означает, что никто в то время точно не знал, где находится исток этой реки. «Рио-де-ла-Плата», река, протекающая в Южной Америке, поднимает руку, чтобы заслонить глаза от слепящего света, исходящего от обелиска. «Рио-де-ла-Плата» восседает на переполненном мешке серебряных монет, символе богатства, которое Америка может предложить Европе (испанское слово «plata» означает «серебро», так ранее объясняли название реки). Кроме того, «Рио-де-ла-Плата» выглядит напуганным изображённой рядом змеей, возможно, демонстрируя страх богатых людей, что их деньги могут быть украдены.
На фонтане присутствуют изображения семи животных. Они разбросаны по всему фонтану и находятся в тесной связи с растениями с олицетворениями рек. Обелиск венчает изображение голубя с ветвью оливы в клюве — эмблема семьи Памфили, из которой происходит папа Иннокентий Х, Божественного слова и мира. Позднее был придуман анекдот, будто фигура поднимает руку, чтобы заслониться от грозящего обвалиться фасада церкви Сант-Аньезе-ин-Агоне, возведенного позади фонтана Ф. Борромини. На самом деле фасад был построен позднее, но Борромини был главным и самым язвительным критиком неудачной работы Бернини по возведению колоколен собора Святого Петра.
Проект Бернини предусматривал частичную раскраску. По иному предположению остатки краски на первой деревянной модели, возможно, говорят о том, что фигуры рек предполагалось выполнить из позолоченной бронзы. Окончательный выбор был сделан в пользу травертина. Фигуры четырёх рек по рисункам Бернини создавали скульпторы, ученики Бернини: Антонио Раджи высек фигуру «Дуная», Джакомо Антонио Фанчелли — фигуру «Нила», Клод Пуссен — фигуру «Ганга», Франческо Баратта — фигуру «Рио-де-Ла-Плата». По сторонам Фонтана четырёх рек, на краях удлинённой площади, находятся «Фонтан Мавра» и «Фонтан Нептуна», также работы учеников Бернини (завершены в XIX в.).

## Церемония открытия фонтана
Фонтан был открыт для населения Рима 12 июня 1651 года. Согласно сообщениям того времени, по этому случаю был устроен грандиозный праздник.
Деревянные леса, затянутые тканью, скрывали фонтан, хотя, вероятно, не обелиск, что дало бы людям представление о том, что строится, но детали не были известны. Торжество было оплачено семьей Памфили, а точнее Иннокентием X. Артисты, принимавшие участие в мероприятии, размахивали самым заметным элементом герба Памфили — оливковой ветвью. Специально нанятая актриса в образе Славы с крыльями за спиной и длинной трубой в руке, проезжала по улицам Рима на колеснице, объявляя о начале праздника.
Горожане были поражены массивным фонтаном и огромными реалистично выполненными фигурами. В хронике упоминаются «восторженные души» людей, фонтан, который «извергает множество серебряных сокровищ», вызывая у зрителей «немалое удивление». Однако создание фонтана встретило сопротивление многих жителей Рима. Во-первых, Иннокентий X построил фонтан на самом деле за государственный счёт в период сильного голода 1646—1648 годов. Во время строительства фонтана «город гудел», а в воздухе витали разговоры о беспорядках. «Писатели Паскинады» (Scrittori di Pasquinade), от имени Пасквино (итал. Pasquino), народного прозвища статуи близ Пьяцца Навона, протестовали против строительства фонтана в сентябре 1648 года и писали оскорбления на каменных блоках, из которых был сделан обелиск. Эти «пасквили» гласили: «Нам не нужны обелиски и фонтаны, мы хотим хлеба, хлеба, хлеба, хлеба!» По приказу папы авторов арестовали, а замаскированные шпионы патрулировали статую Паскино и площадь Навона.

## Галерея

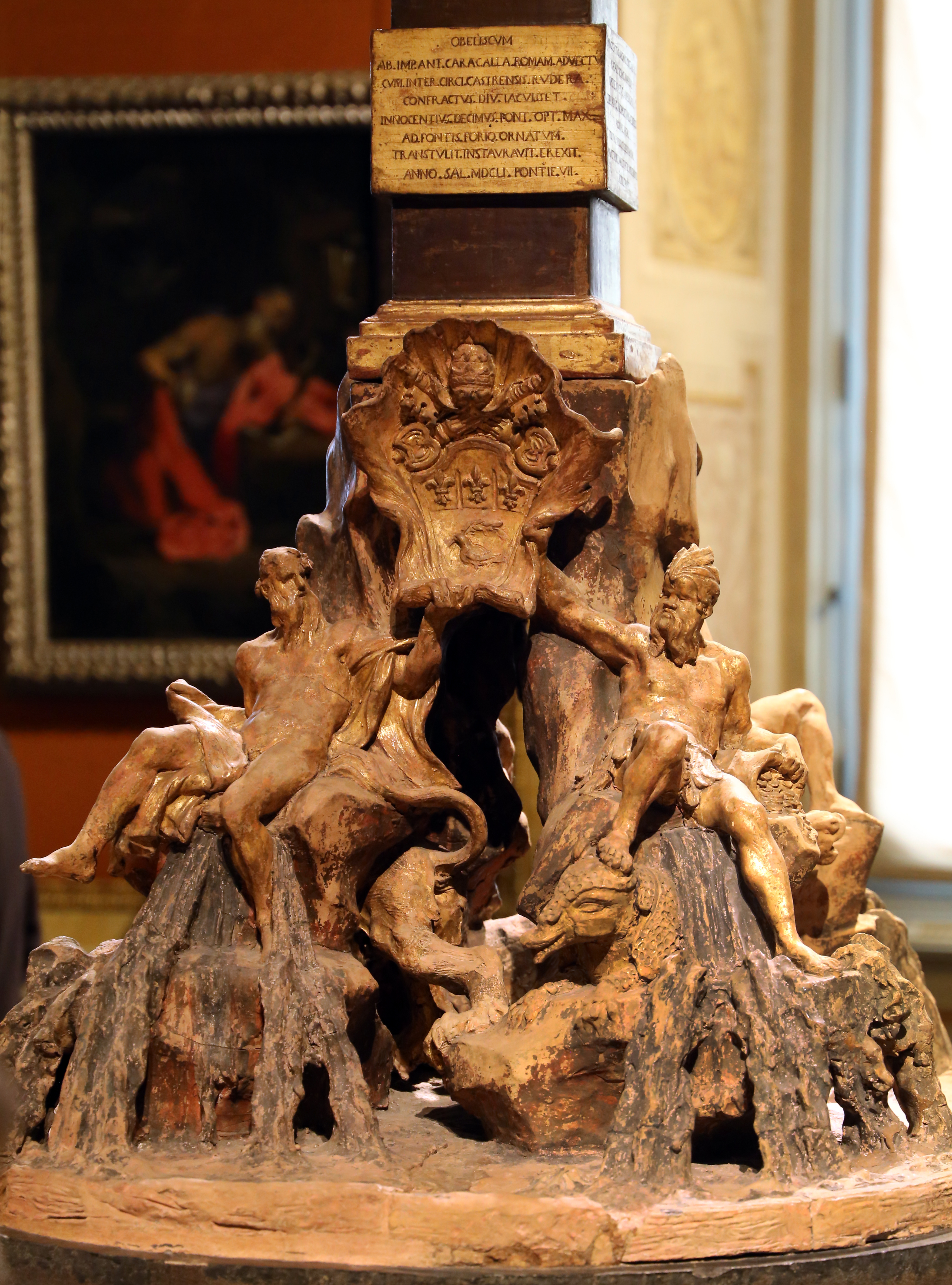
Рабочая модель фонтана. Ок. 1650. Терракота. Собственность наследников
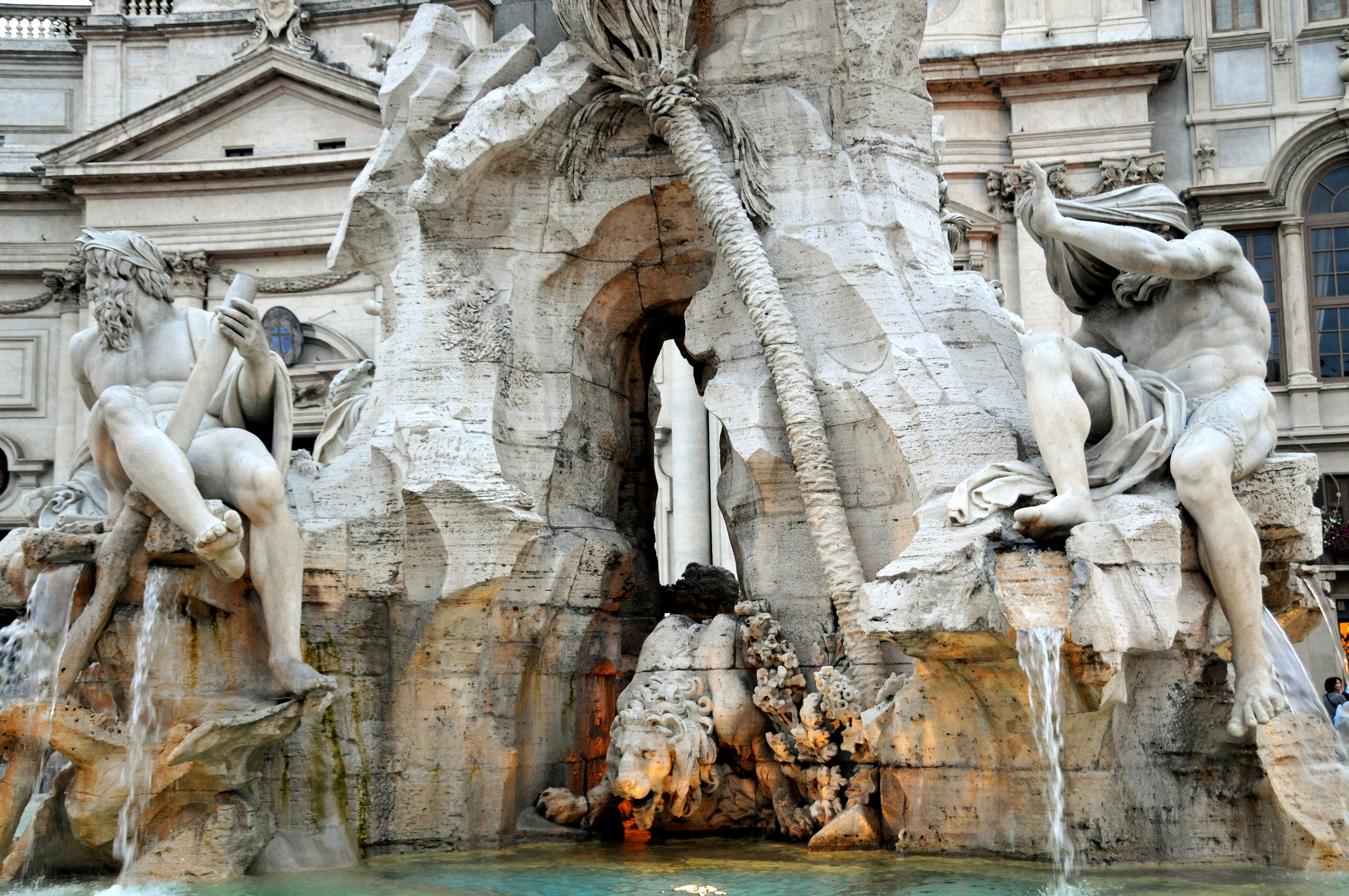
Основание обелиска: грот
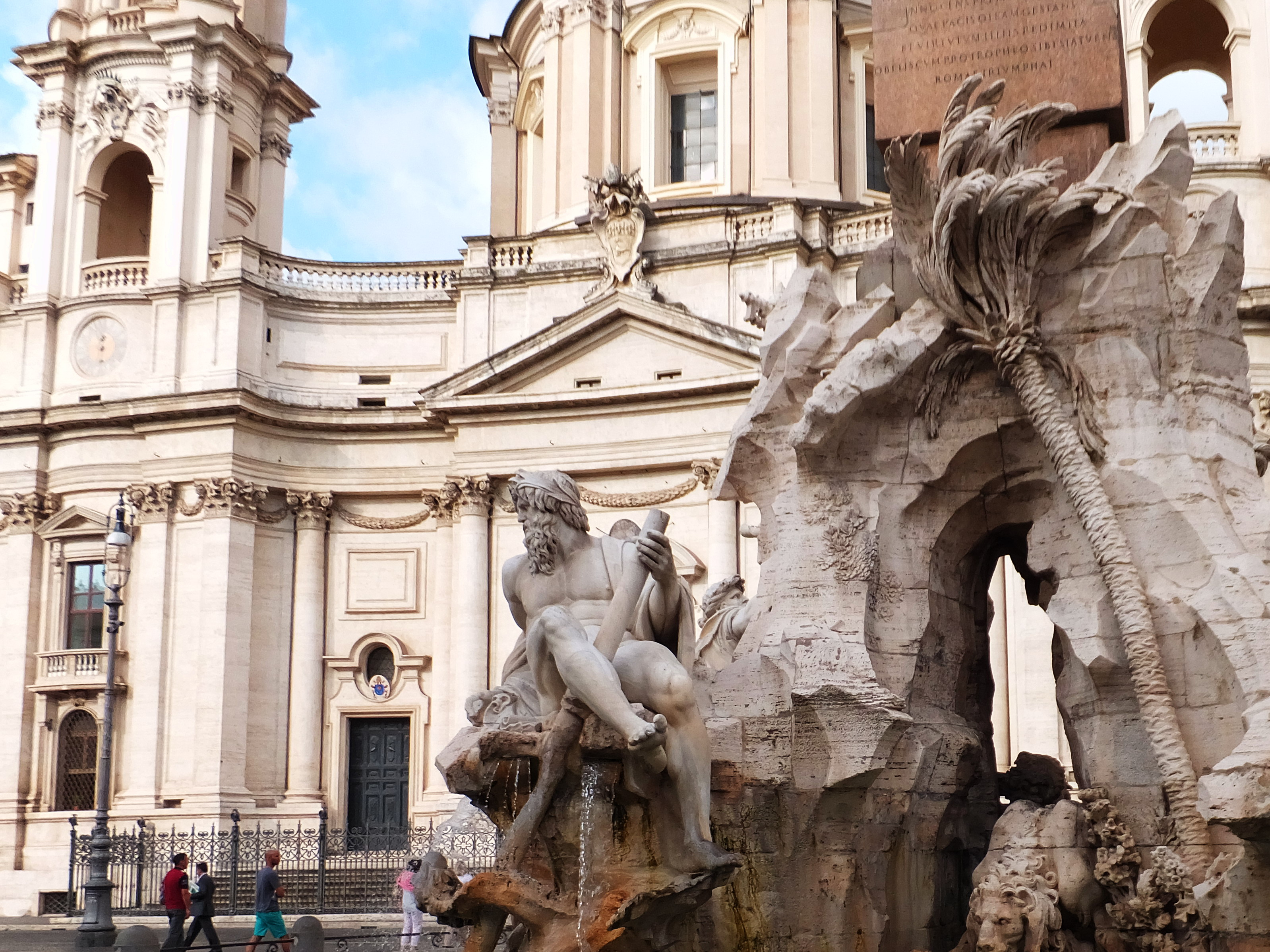
Грот фонтана
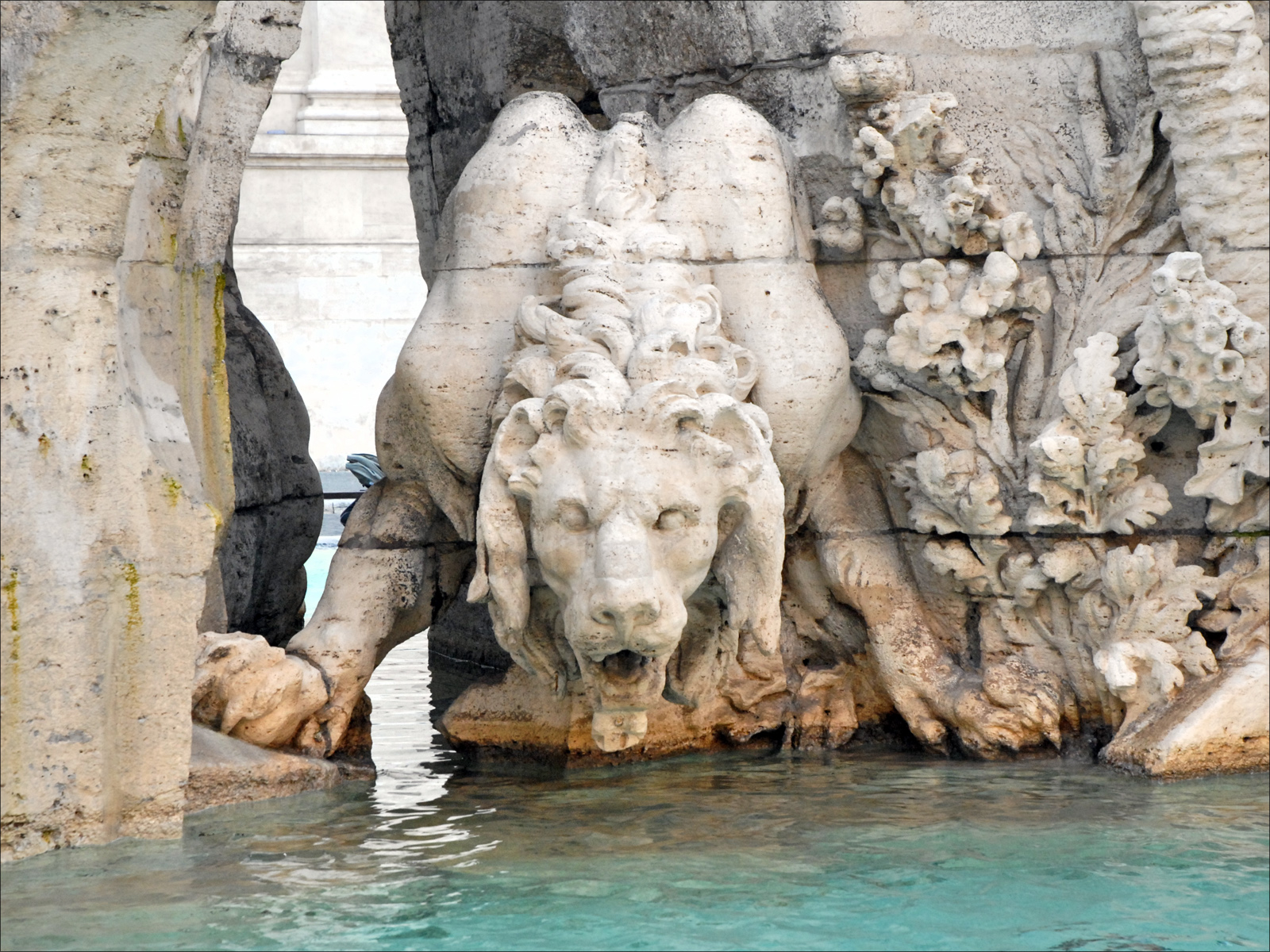
Лев
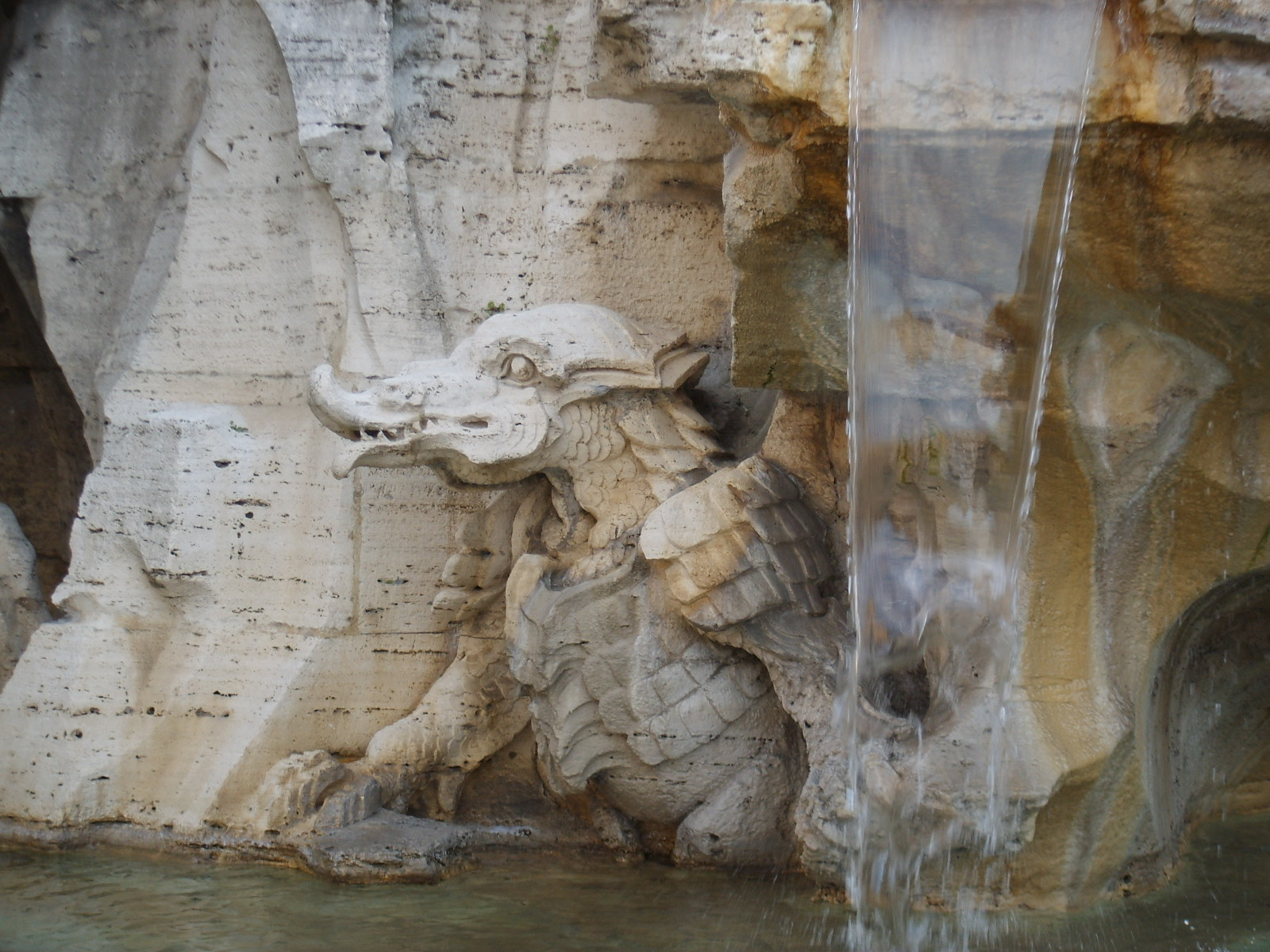
Деталь грота. Крокодил
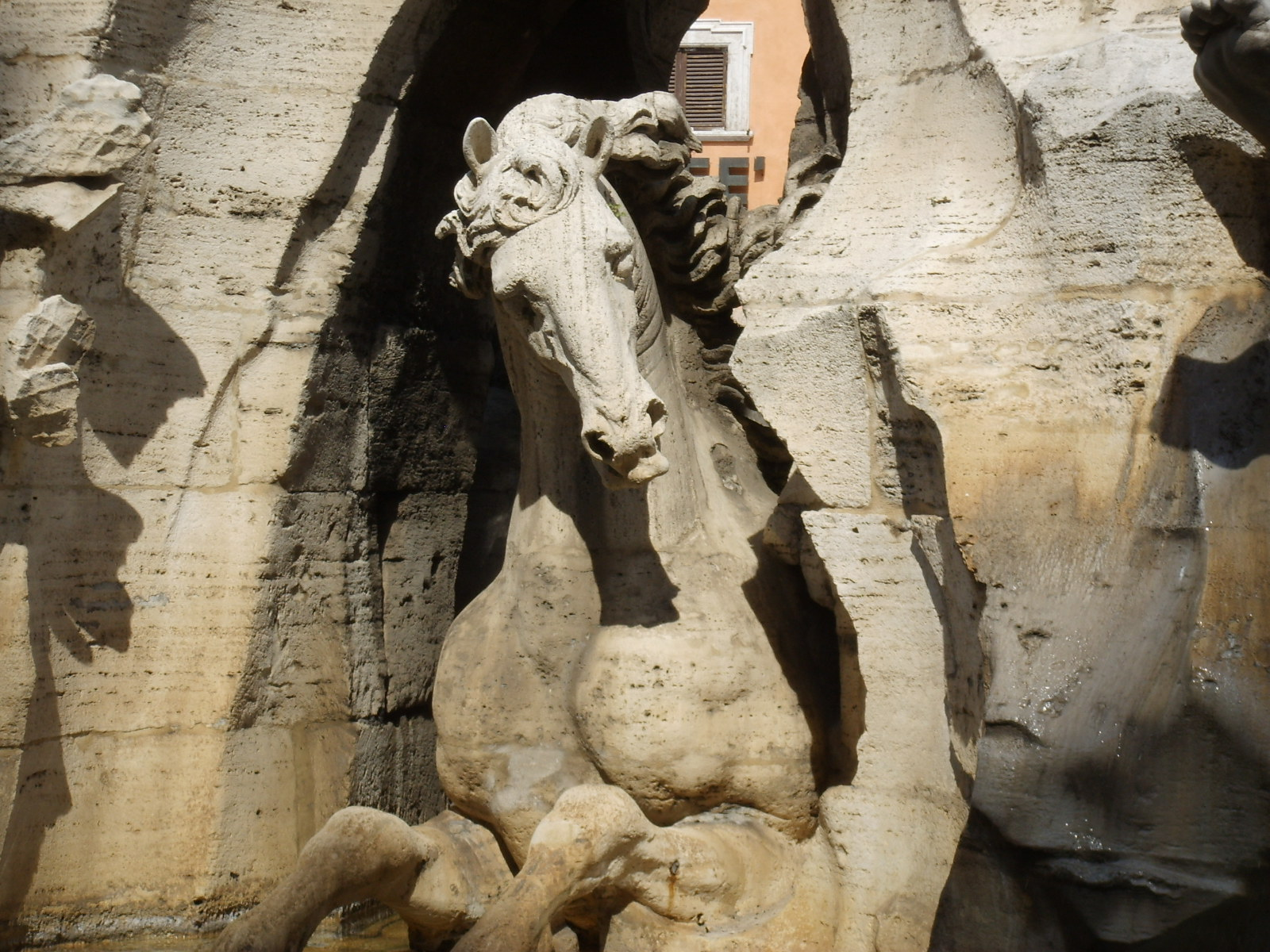
Морской конь
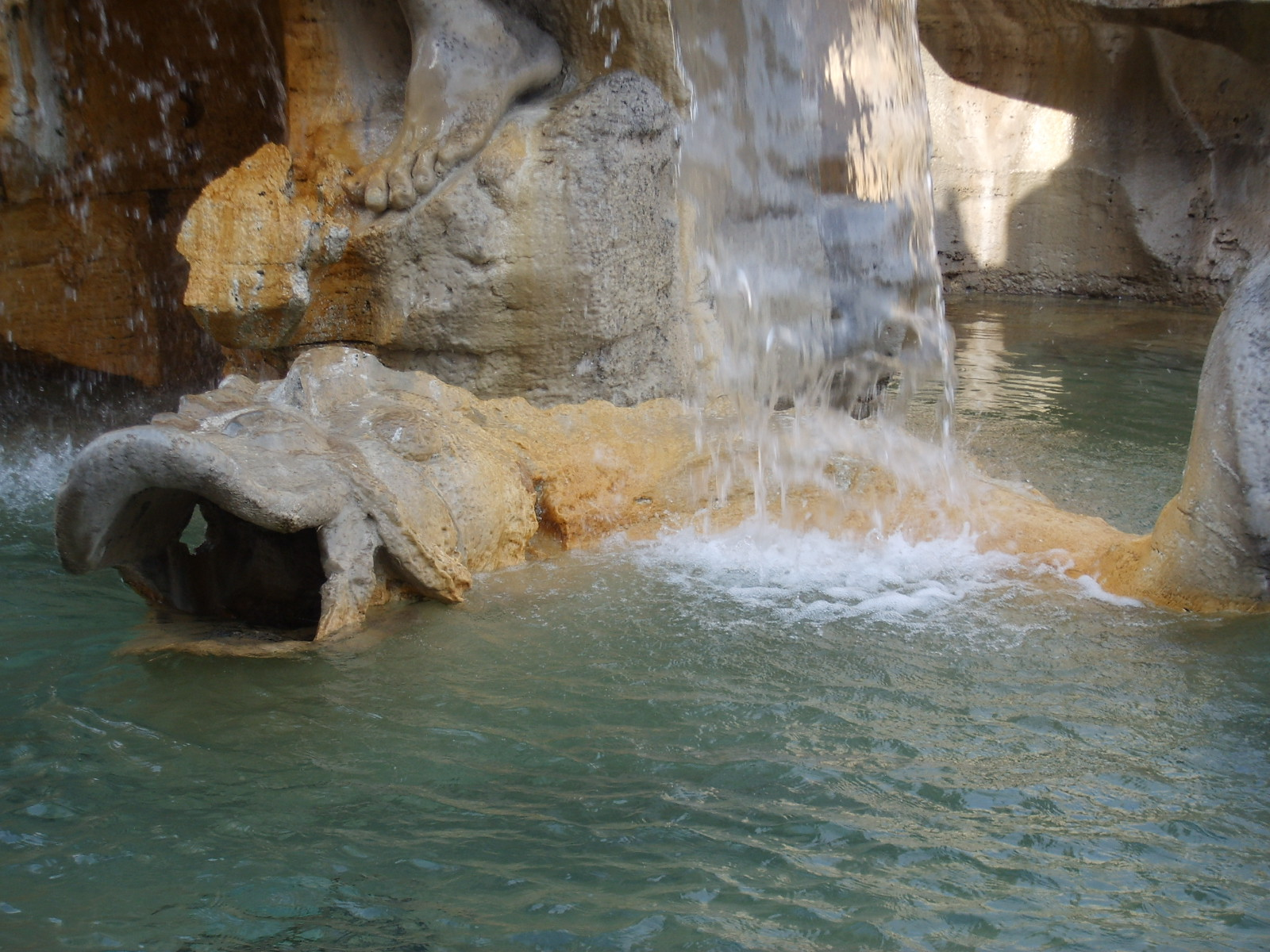
Дельфин
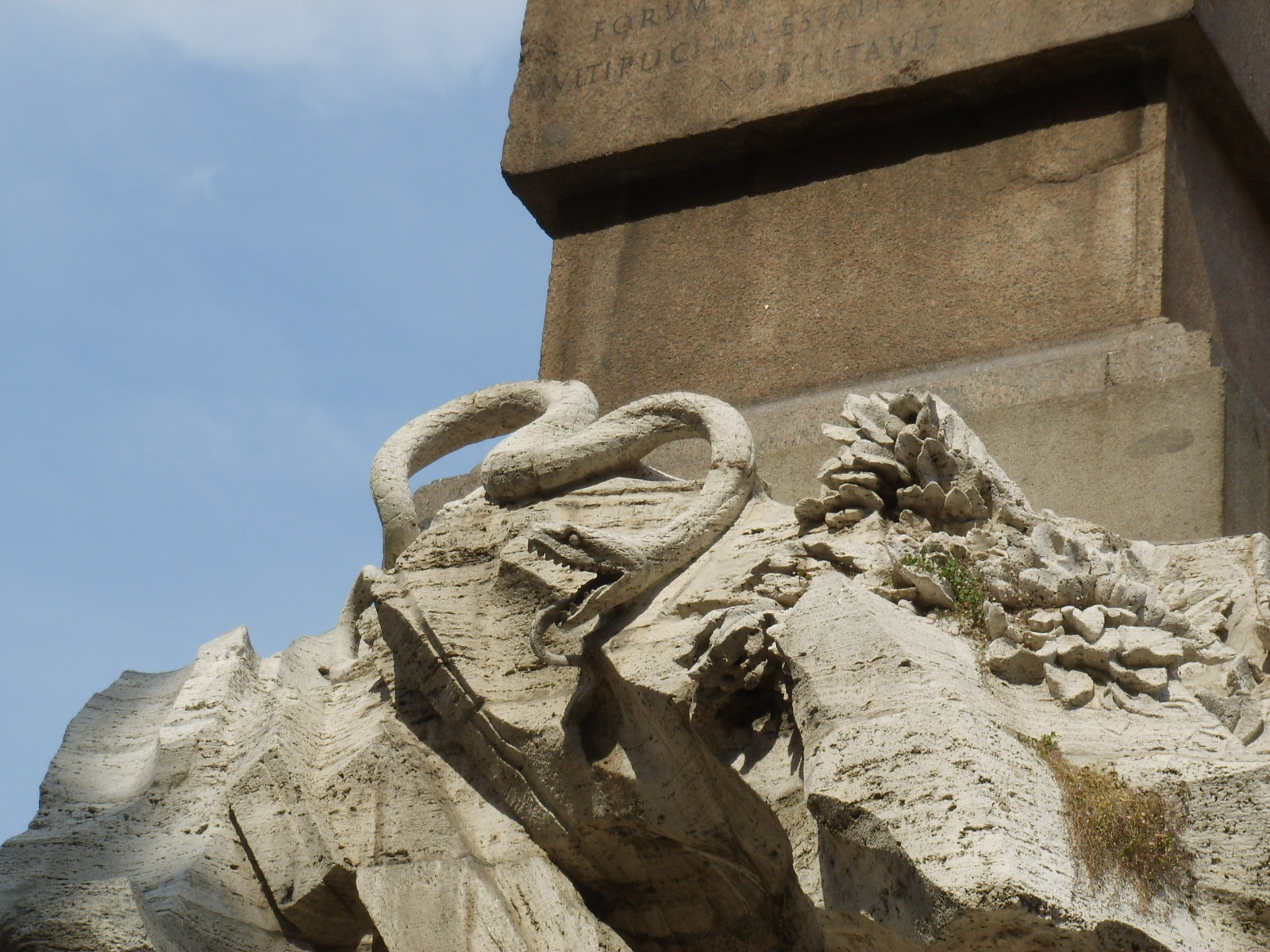
Змея (символ земли)
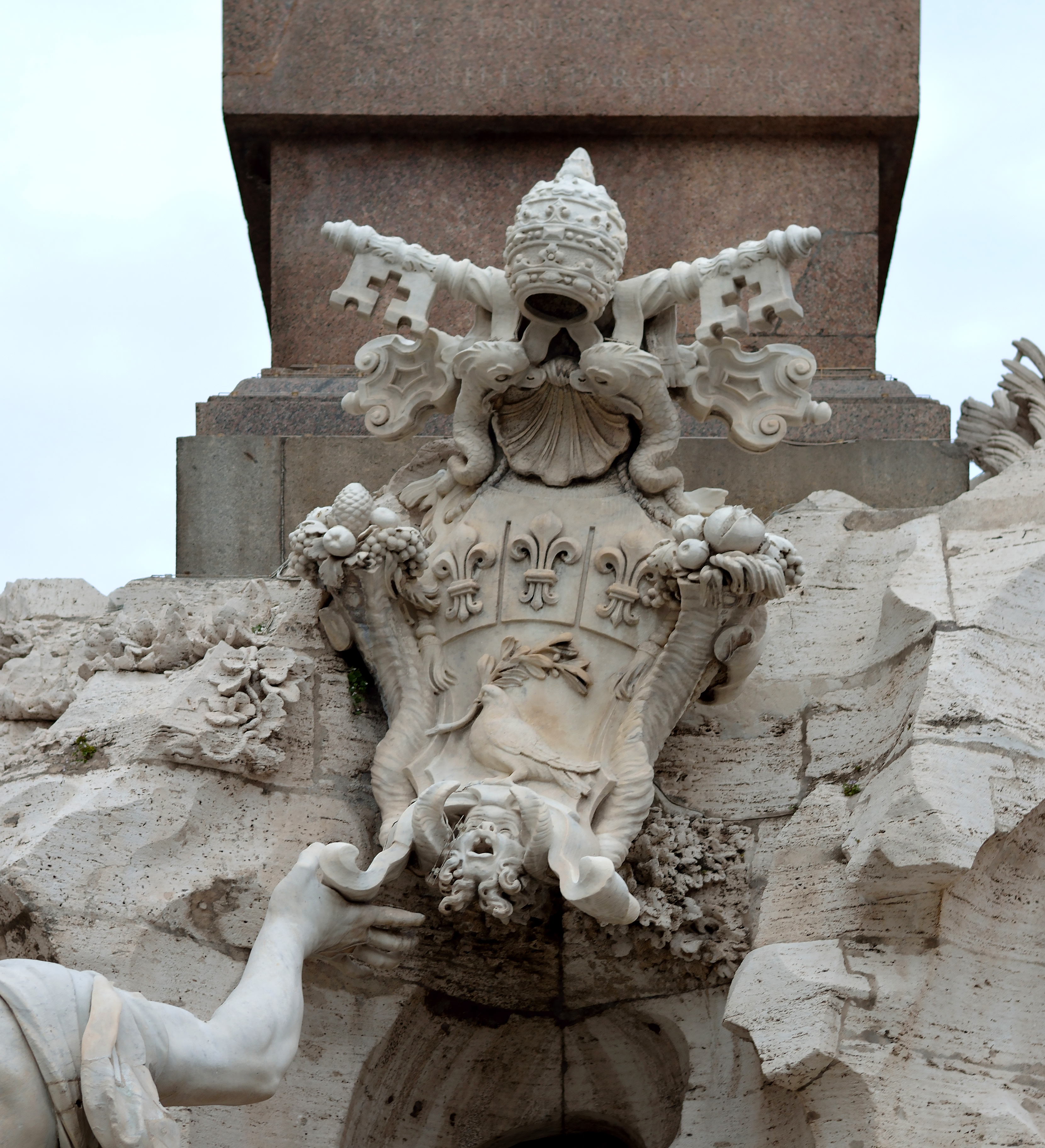
Герб папы Иннокентия X у основания обелиска
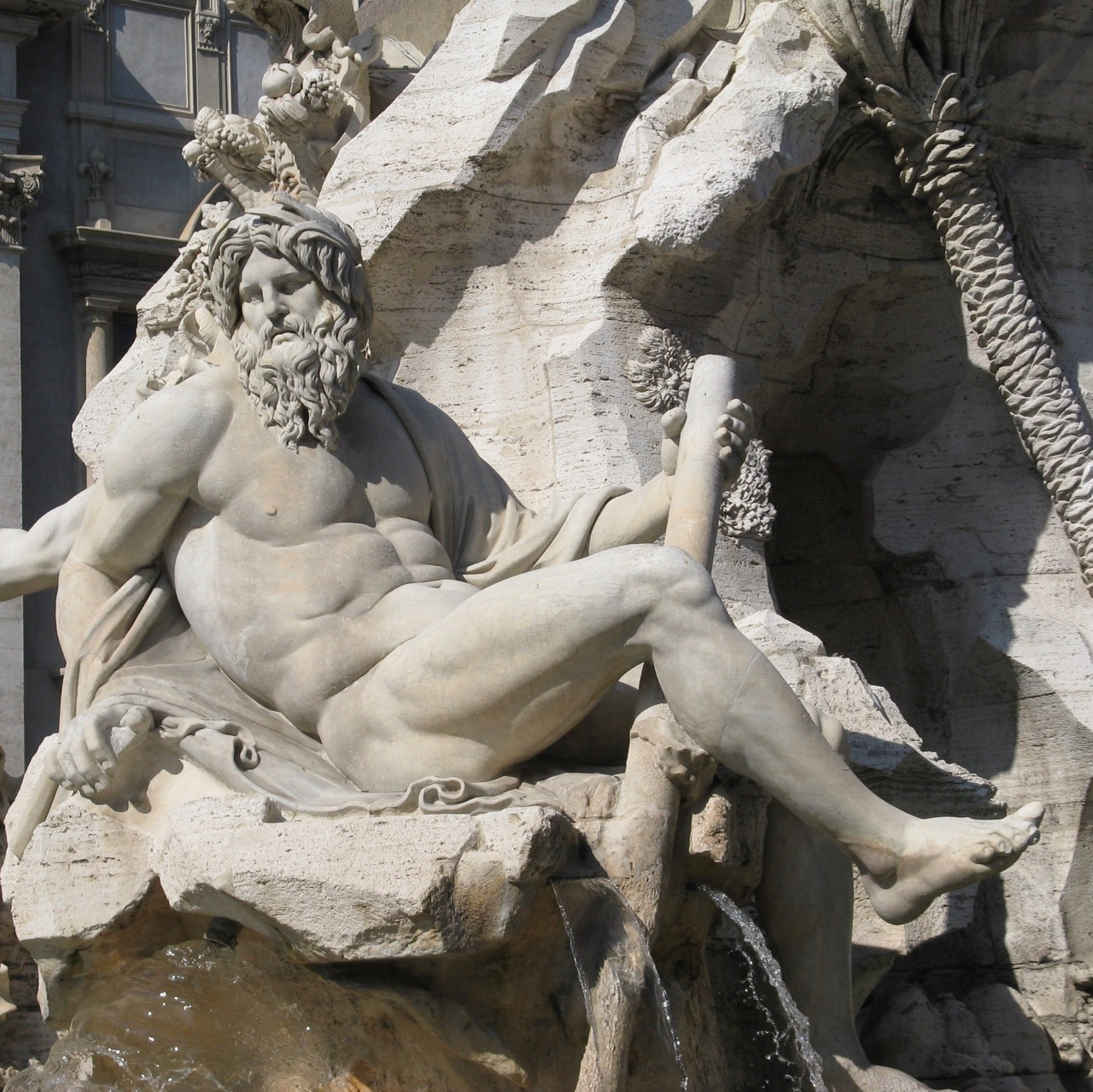
Ганг
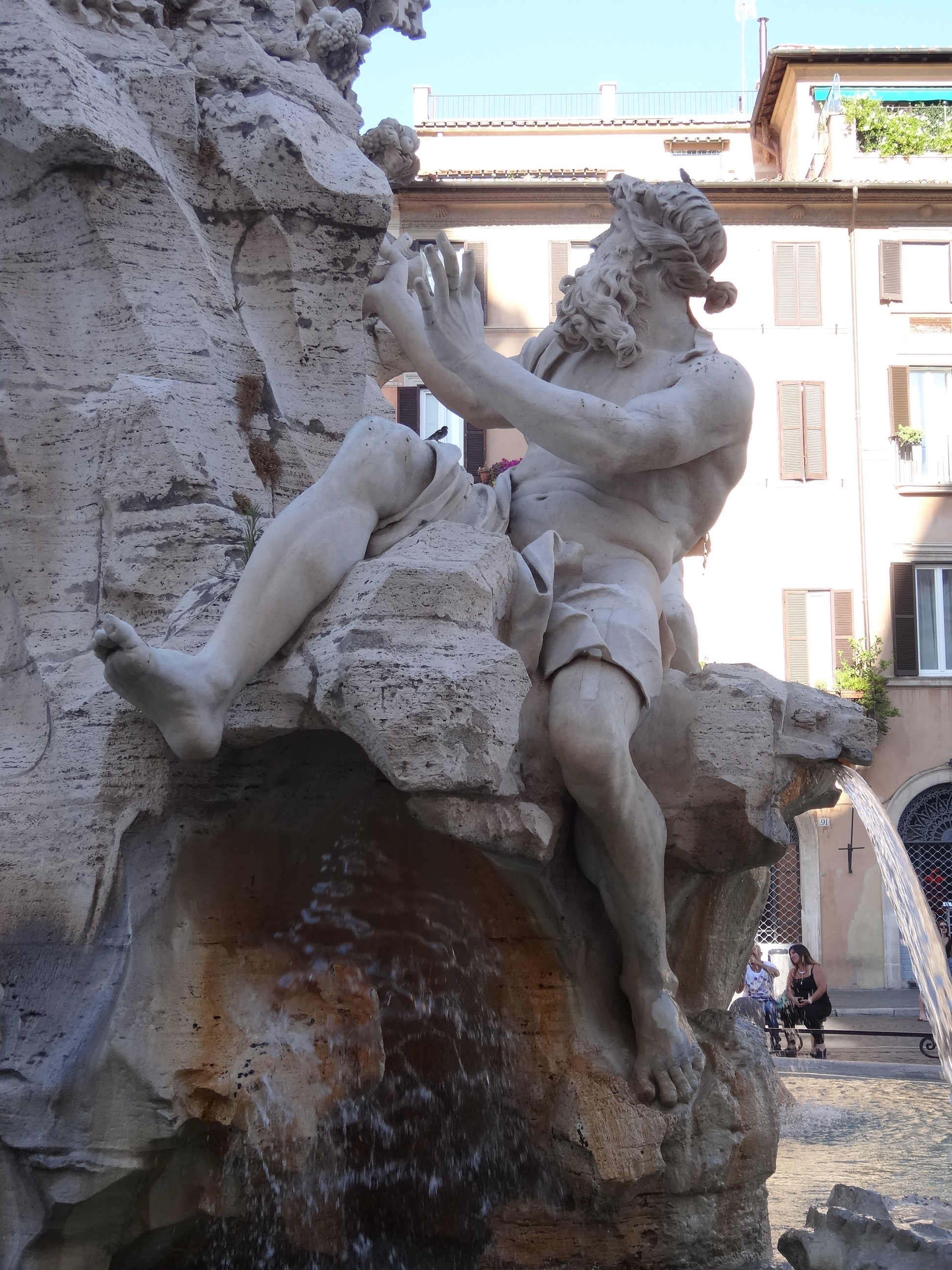
Дунай
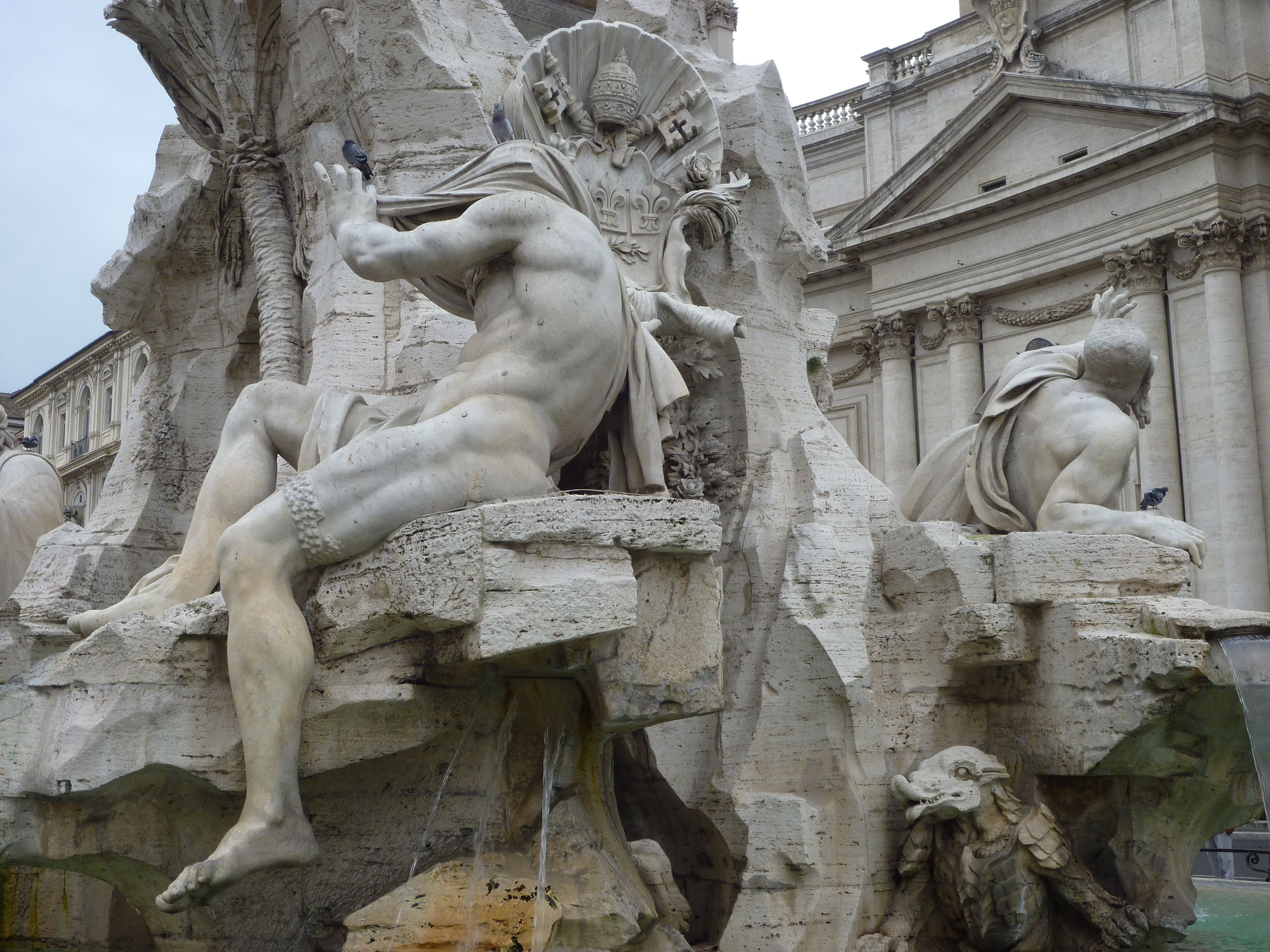
Нил
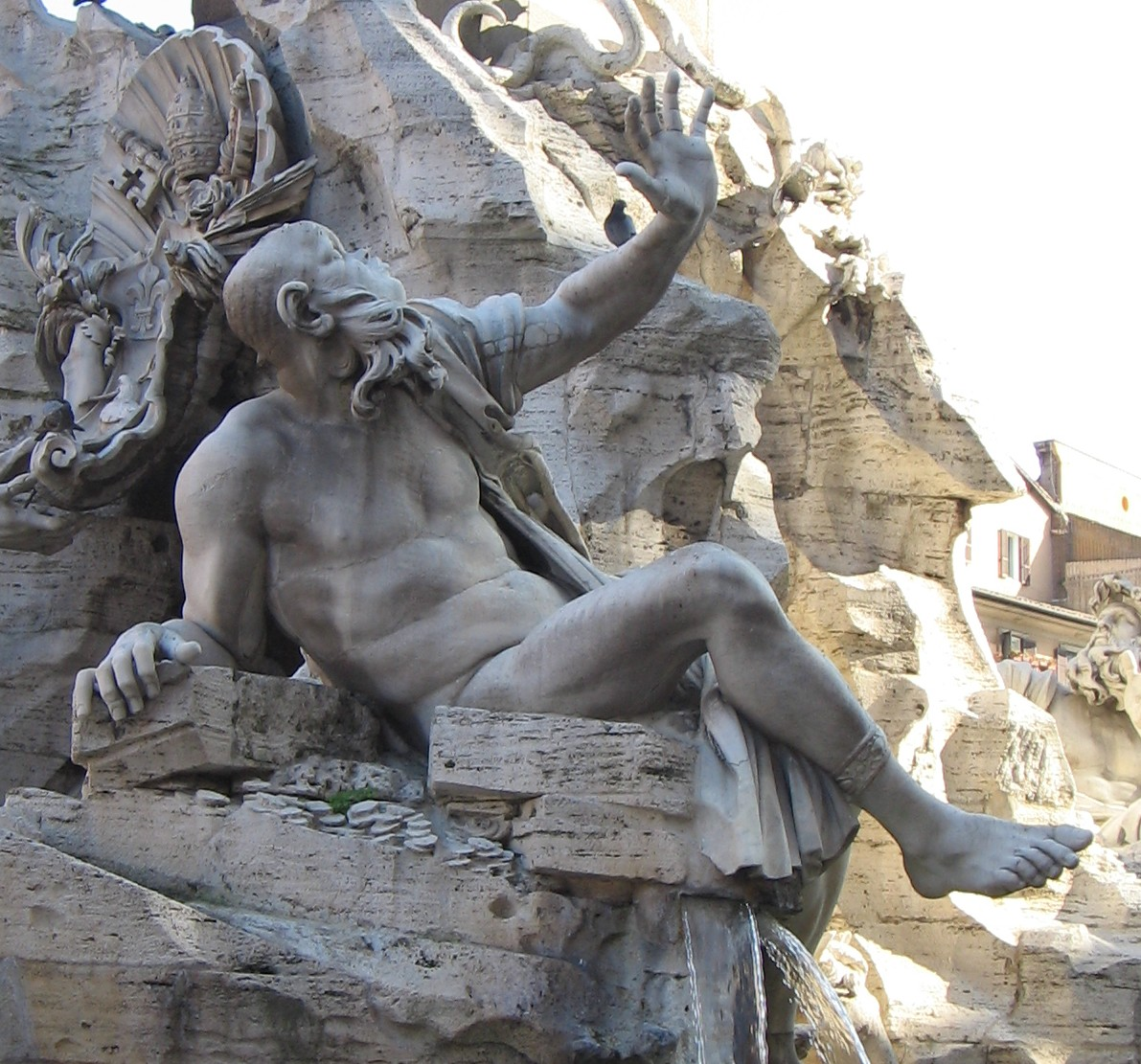
Рио-де-ла-Плата
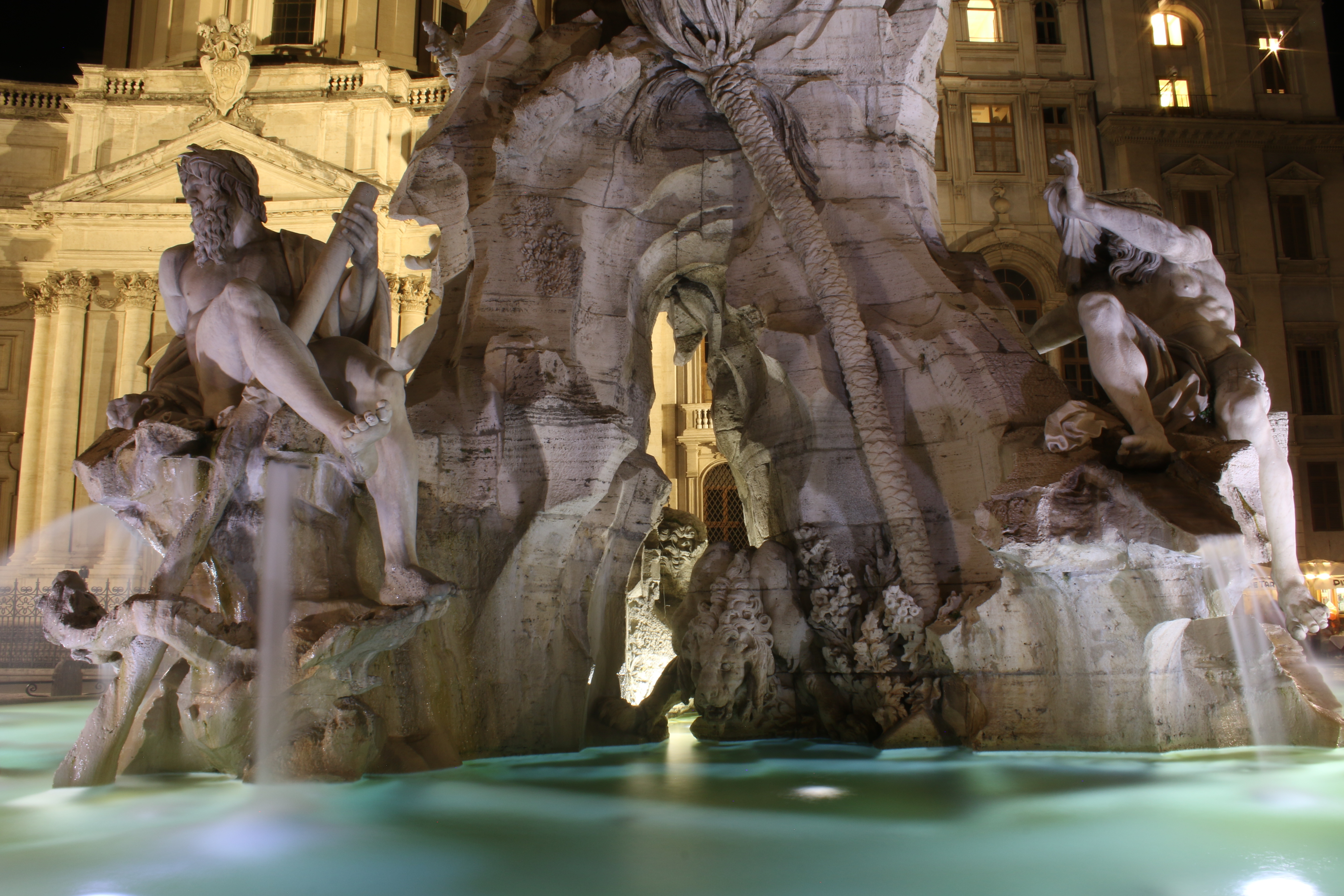
Фонтан ночью